# Ihorivka, Prîazovske
Ihorivka (în ucraineană Ігорівка) este un sat în comuna Novokosteantînivka din raionul Prîazovske, regiunea Zaporijjea, Ucraina.

## Demografie
Componența lingvistică a localității Ihorivka
     Ucraineană (84,75%)
     Rusă (15,25%)
Conform recensământului din 2001, majoritatea populației localității Ihorivka era vorbitoare de ucraineană (84,75%), existând în minoritate și vorbitori de rusă (15,25%).